# Палацово-парковий ансамбль Воронцова (Мошни)
Палацово-парковий ансамбль Воронцова (Мошни) — знищений палацово-парковий ансамбль графа М. С. Воронцова на Черкащині, Україна.

## Історія

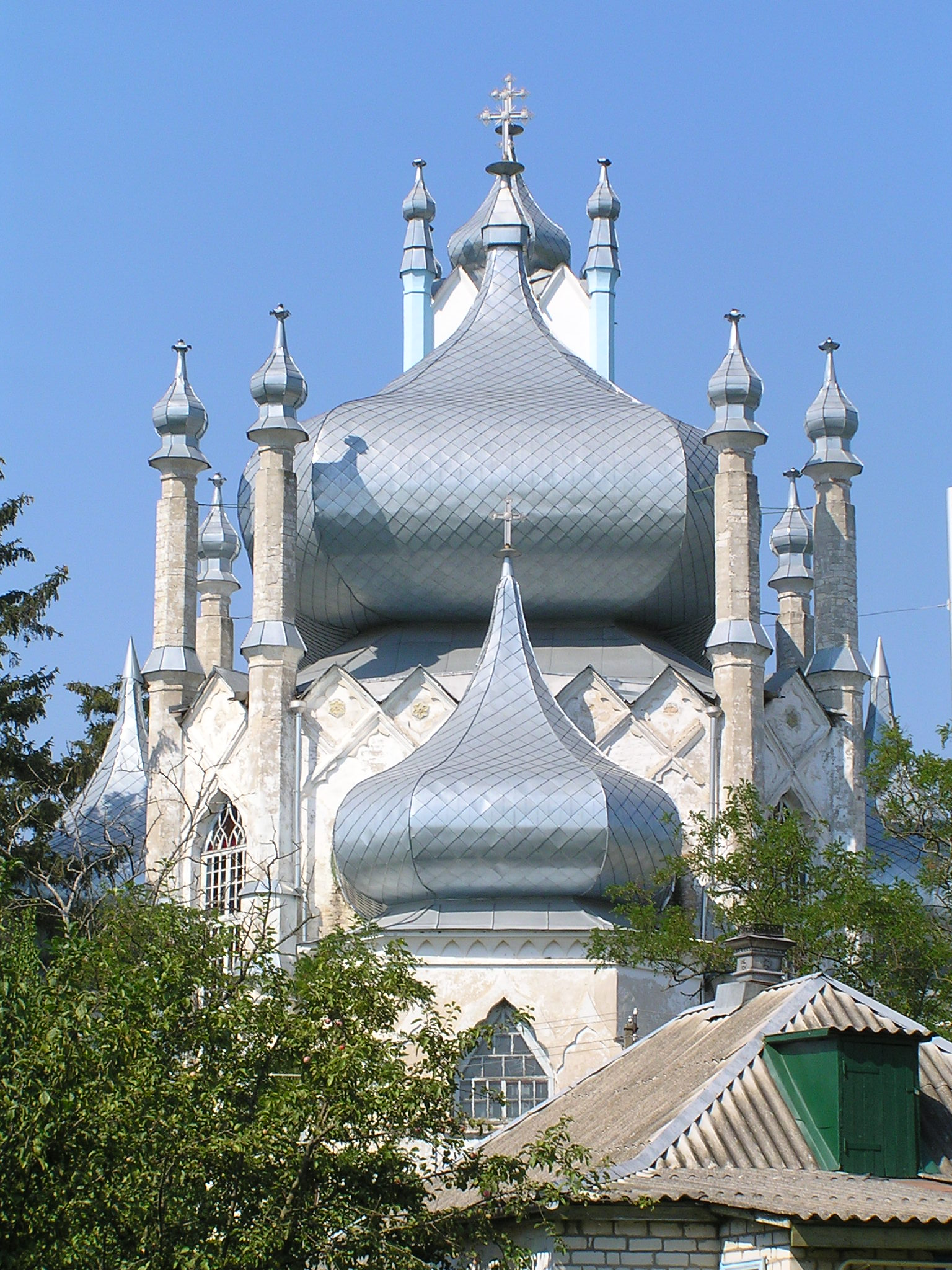
Спасо-Преображенська церква зі сходу

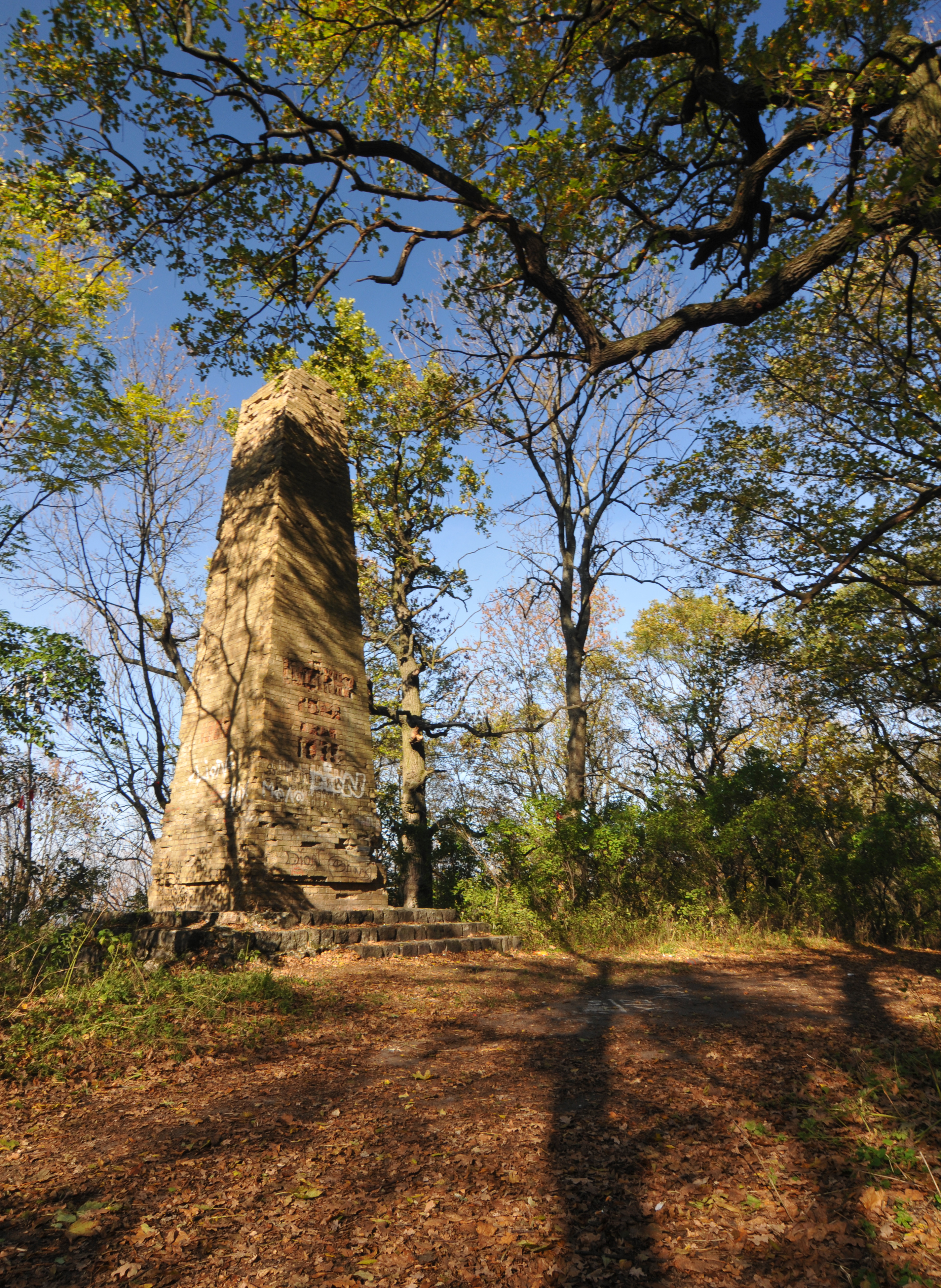
Софійчин стовп на місці колишнього парку Воронцова на Мошногірському кряжу

Мошни ще 1592 року отримали Магдебурзьке право. Через 200 років поселення і його землі були приєднані до складу Російської імперії, отримали статус волосного центру (Мошенська волость). Володаркою поселення і земель на той час була полька Олександра Браницька. Родина Браницьких (як і інша частина польських вельмож), аби не втрачати земель і маєтків на землях України, перейшла під руку російського імператора. 1819 року Мошни перейшли у подарунок доньці — Єлизаветі Браницькій, що стала згодом дружиною Воронцова Михайла Семеновича.
Новий володар приклав багато зусиль для облаштування в Мошнах нової розкішної резиденції. Було проведено значні меліоративні роботи та сушено навколишні болота. Прорито канали до 60 кілометрів і створено рукотворну річку Фосса, якою надлишкова повенева вода буда відведена у Вільшанку. Річка Фоса (струмок Мошна) збережена донині, незважаючи на повне знищення садиби.
На пагорбі Мошногірського кряжу вибудували новий палац на вісімдесят кімнат. Поряд — флігелі. Навколишній ліс був перетворений на новий пейзажний парк — з альтанками, містками, галявинами і оглядовими майданчиками. На Мошногірському кряжу вибудували 58-метрову вежу князя Святослава, звану в народі як Мошнівський стовп. В підмурках вежі обладнали невелику бенкетну залу. Сходинками можна було піднятися на верхівку і оглянути околиці, річку і недалекі Черкаси. Садиба мала власний звіринець.
Мошни стають важливим осередком кустарної промисловості, тут виготовляли різноманітне устаткування. 1823 року В Мошнах було виготовлено перший пароплав на Дніпрі — «Пчелка» — за англійським кресленнями.

## Знищення
Покинуту в 1917 р. садибу грабували декілька разів. Найбільшим було пограбування наприкінці 1919 року, коли садибу фактично знищили вщент. Нищення паркових споруд закінчене в роки війни 1941—1945 та після неї, коли остаточно повалили Мошнівський стовп, а його камінь побили на щебінь. Від колишньої садиби випадково збережені семикілометрова алея, декоративний десятиметровий обеліск та Спасо-Преображенська церква.

## Спасо-Преображенська церква в Мошнах

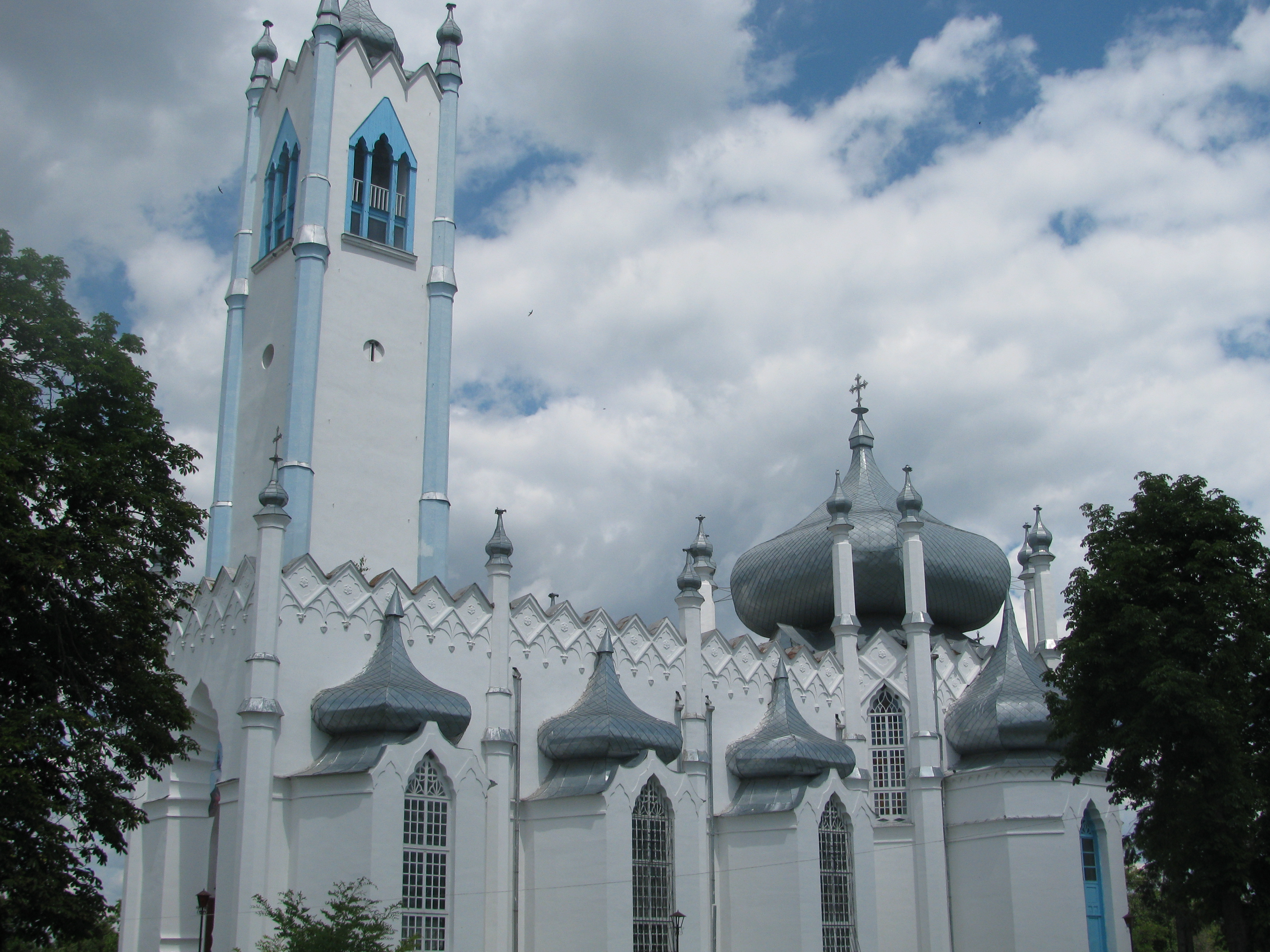
Спасо-Преображенська церква, бічний фасад.

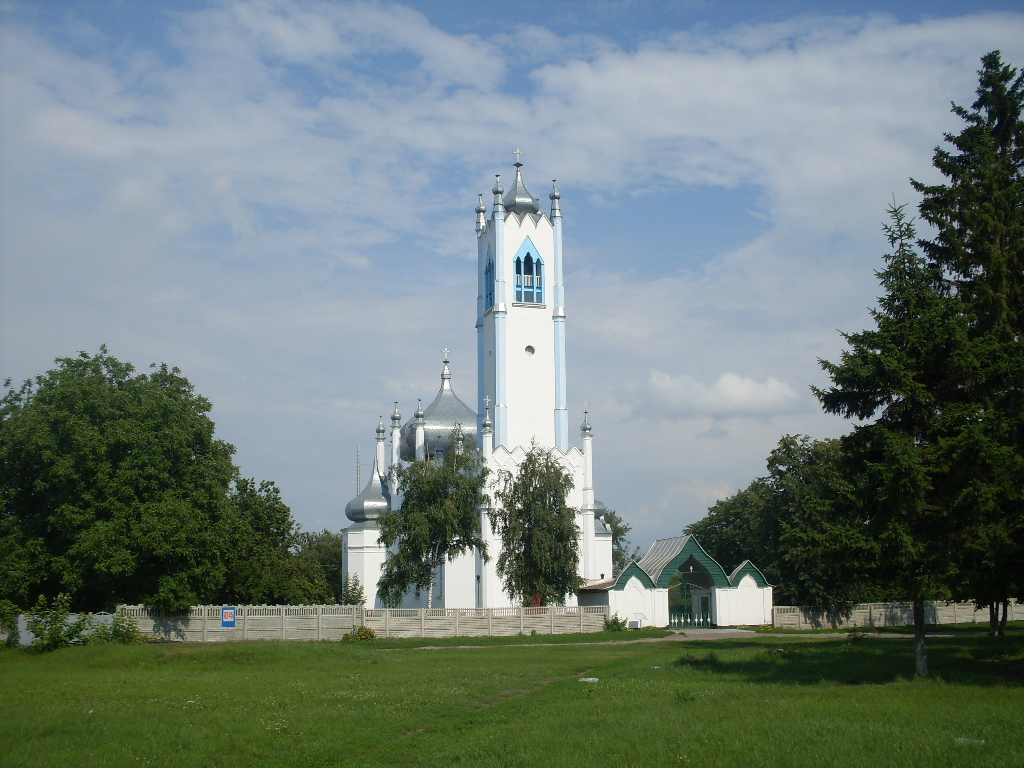
Спасо-Преображенська церква, фасад.

Від колишньої забудови доби Воронцова випадково збережена Преображенська церква в нехарактерному для православ'я стилі неоготика. Преображенська церква цегляна, тридільна, потинькована і вибілена. На вході — велична і тонка вежа, кути якої підкреслені тонкими пінаклями. Бічні фасади церкви поділені на окремі ділянки тими ж пінаклями. Кожна з ділянок має власну прибудову — імітацію каплиці і прикрашену фігурним дахом. Вівтарна частина церкви акцентована фігурним дахом тої ж форми, лише більшим за розмірами. Пінаклі і дахи подібної форми використані також при будівництві Воронцовського палацу в Криму в місті Алупка. Вежа церкви сягає 44 метрів. Реставрація Преображенської церкви закінчена 2009 року.